# Republicanos
Die Republicanos (REP), bis 2019 Partido Republicano Brasileiro (PRB, deutsch „Brasilianische Republikanische Partei“), sind eine politische Partei in Brasilien. Zurzeit ist die Partei mit einem Senator im brasilianischen Senat vertreten.
Die Republicanos sind auf der rechten Seite des politischen Spektrums zu verorten. Zur Zeit ihrer Registrierung 2005 konnte sie als konservativ-liberale und christdemokratische Partei beschrieben werden. Aufgrund ihrer Verbindung mit der erfolgreichen neocharismatischen Pfingstkirche Igreja Universal do Reino de Deus (IURD) nahm sie jedoch zunehmend evangelikal-religiöse Züge an. Sie strebt nun eine politische „Re-Christianisierung Brasiliens im Sinne einer rigiden und apokalyptisch bestimmten Ethik“ an. Verschiedenen Autoren zufolge wird die Partei faktisch vom einflussreichen IURD-Bischof Edir Macedo und seiner Familie kontrolliert, der auch den Fernsehsender Rede Record betreibt und die Einführung eines christlichen Gottesstaates (Dominionismus) forderte. Der Spitzenpolitiker der Republicanos, Marcelo Crivella, von 2017 bis 2020 Stadtpräfekt von Rio de Janeiro, ist Macedos Neffe.

## Geschichte
Die Partei wurde am 16. Dezember 2003 unter dem Namen Partido Municipalista Renovador gegründet. 2006 wurde sie in Partido Republicano Brasileiro, 2020 in Republicanos umbenannt.

### Präsidentschaftswahlen

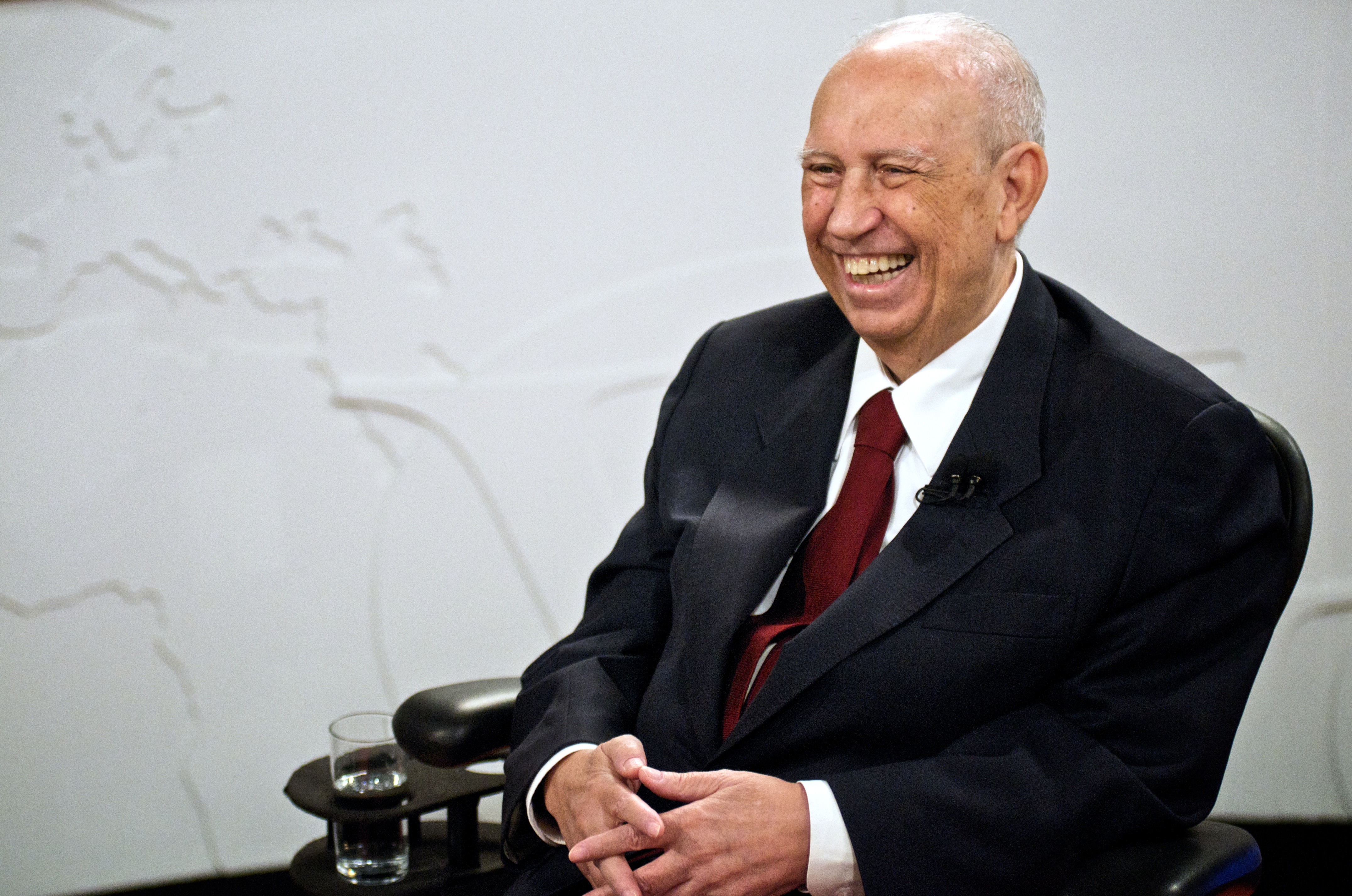
José Alencar

Vor den Präsidentschaftswahlen 2006 wechselte der Vizepräsident von Brasilien und Verteidigungsminister José Alencar wie viele seiner Parteikollegen von der Partido Liberal (PL) zur damaligen PRB über. Im Oktober 2006 wurde Alencar – als „Running Mate“ Lula da Silvas von der linken PT – erneut zum Vizepräsident von Brasilien gewählt. Am 1. Januar 2011 schied er mit Ende seiner zweiten Amtszeit aus dem Amt des Vizepräsidenten aus, sein Nachfolger wurde Michel Temer.

### Senatswahlen und Wahlen der Abgeordnetenkammer
Bei den Wahlen 2006 erreichte die Partei 0,3 % und erstmals einen Sitz im Senat. Marcelo Crivella aus dem Bundesstaat Rio de Janeiro, ein Prediger der Igreja Universal do Reino de Deus, wurde erneut in den Senat gewählt, dem er schon seit 2002 angehörte (damals noch als Mitglied der PL). In die Abgeordnetenkammer wurde erstmals ein Abgeordneter der PRB gewählt.
Bei den Wahlen 2010 erreichte die PRB 1,7 %. Im Senat vertrat weiterhin Crivella die Interessen der PRB. In die Abgeordnetenkammer wurden acht Abgeordnete der Partei gewählt.
Zu den Wahlen 2014 trat die Partei innerhalb des Bündnisses „Com a Força do Povo“ an. Sie verbesserte sich auf 4,6 %. Im Senat wird sie weiterhin von Crivella vertreten. In die Abgeordnetenkammer wurden 21 Abgeordnete der PRB gewählt.

### Bundesregierung

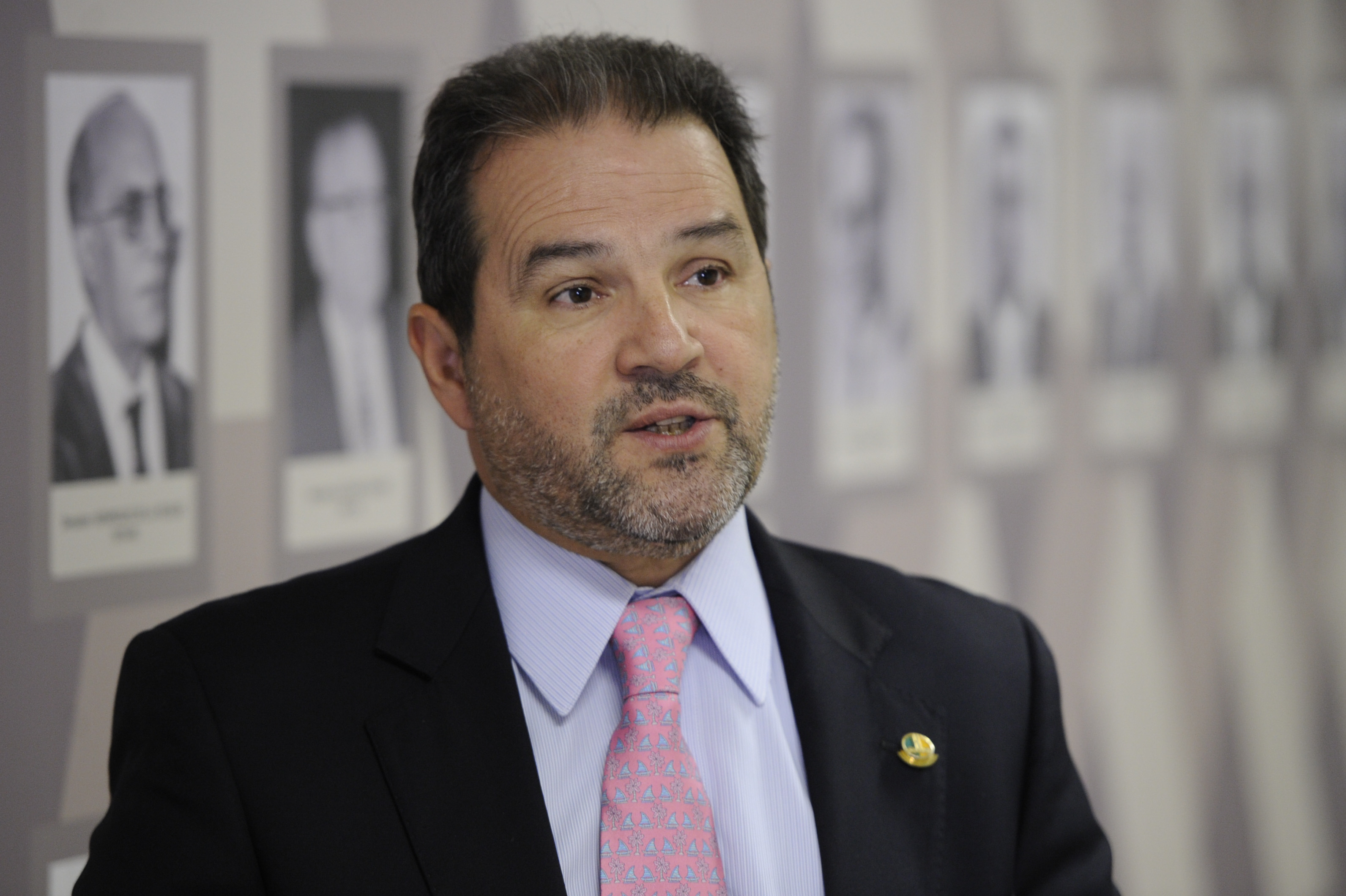
Eduardo Lopes

Dem Kabinett Rousseff I gehörte Marcelo Crivella vom 2. März 2012 bis 17. März 2014 als Minister für Fischerei und Fischzucht an. Ab dem 17. März 2014 wurde er in diesem Amt abgelöst durch seinen Parteikollegen Eduardo Lopes. Mit dem Rückzug der PRB-Abgeordneten aus der Abgeordnetenkammer löste die Partei im Frühjahr 2016 eine Regierungskrise aus, die letztendlich zur Amtsenthebung der Präsidentin Dilma Rousseff führte.
Dem Kabinett Temer gehörte der Parteivorsitzende Marcos Pereira vom 12. Mai 2016 bis 3. Januar 2018 als Minister für Industrie, Außenhandel und Dienstleistungen an.

### Kommunalwahlen

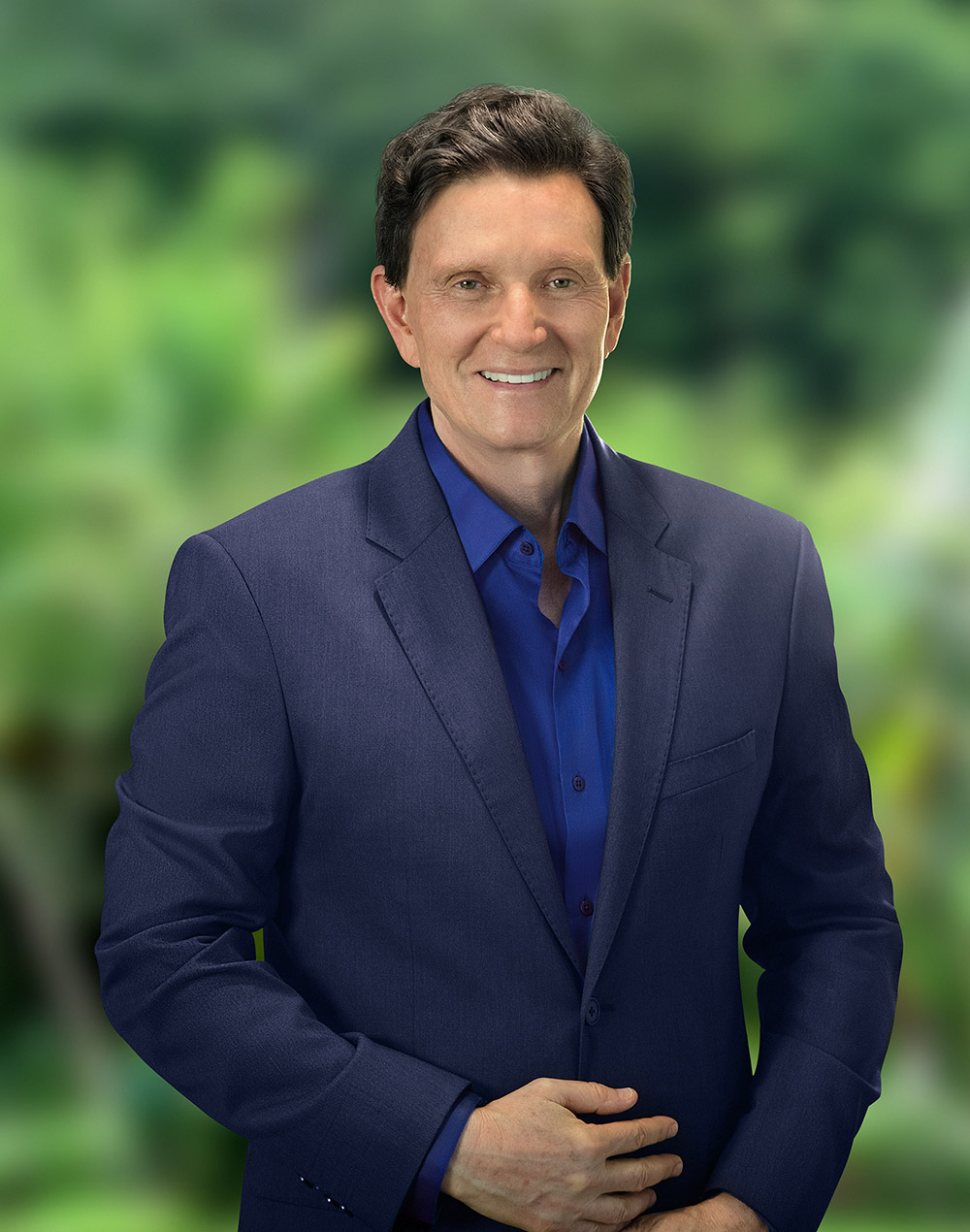
Marcelo Crivella, Bürgermeister von Rio de Janeiro von 2017 bis 2021

In Mimoso de Goiás bekleidete Miriã de Souza Vidal für die Amtszeit 2009 bis 2012 das Amt der Bürgermeisterin.
In Conceição do Jacuípe stellt die PRB seit 2012 mit Normélia Maria Rocha Correia die Stadtpräfektin. Bei der Kommunalwahl 2012 wurde sie für die Amtszeit 2013 bis 2016 gewählt, was ihr durch ein Wahlbündnis aus 13 Parteien gelang. Bei der Kommunalwahl 2016 wurde sie für die Amtszeit 2017 bis 2020 wiedergewählt.
Mit Senator Marcello Crivella stellte die PRB für die Wahlperiode von 2017 bis 2020 den Bürgermeister von Rio de Janeiro. Crivella erreichte in einer Stichwahl gegen Marcelo Freixo am 30. Oktober 2016 59,36 % der Stimmen. Er löste Eduardo Paes ab, dessen Amtszeit aus wahlrechtlichen Gründen ausgelaufen war. Crivella vertritt teilweise christlich-fundamentalistische Standpunkte und bezeichnet den in den afrobrasilianischen Kulten verankerten Karneval als „unchristlichen Exzess“, kürzt den Veranstaltern die Geldmittel und bleibt der Veranstaltung regelmäßig fern. Der Boykott des populären Karnevals kostete ihn aber auch die Zustimmung zahlreicher Einwohner Rio de Janeiros.
In Cruzeiro hat für die Amtszeit 2017 bis 2020 Thales Gabriel den Stadtvorsitz inne.
Bürgermeister von Mesquita ist für die Amtszeit 2017 bis 2020 Ronaldo de Oliveira.